# Thilo Bode (ecologist)
Thilo Bode (n. 14 ianuarie 1947, Eching am Ammersee, Bizone⁠(d), Germania sub ocupație aliată) este fondatorul și CEO al Better Business Bureau Foodwatch și a fost anterior, timp de mulți ani, directorul general la Greenpeace. 

## Biografie
S-a născut in Eching, Bavaria, din Germania, și-a început cariera în Africa și China unde a lucrat pentru o companie deținută de Guvernul German. A fost apoi angajat timp de trei ani la o firmă de procesare a metalului, în calitate de consultant. Apoi, în 1989, a devenit directorul ramurii germane a Greenpeace. 
La început, Bode era mai puțin interesat de activism și mult mai interesat să facă ordine în grupul Greenpeace, care avea probleme financiare și organizaționale la acea vreme.
În 1995, Thilo Bode era cel care organiza cele mai importante campanii ale Greenpeace. În aprilie 1995, alături de alți activiști, a lansat o campanie împotriva exploatărilor din Marea Neagră de către Shell's Brent Spar. 
Tot în 1995, Thilo Bode a călătorit cu o viză de turist, alături de alți activiști, în Beijing. Acolo, în Piața Tiananmen au protestat împotriva testelor nucleare ale Chinei. Micul grup a fost imediat înconjurat de poliție și Bode a fost reținut timp de câteva zile.
În 2001, Bode a părăsit Greenpeace și a fondat Foodwatch, care s-a concentrat pe problematici precum: boala vacii nebune, numărul mare de dioxine din ouă și carne de cal în lasagna înghețată.

## Premii
- 2009: Antreprenor social al anului - Germania, acordat de Fundația Schwab Foundation for Social Entrepreneurship[2]